# Pavonia distinguenda
Pavonia distinguenda là một loài thực vật có hoa trong họ Cẩm quỳ. Loài này được A. St.-Hil. & Naudin mô tả khoa học đầu tiên năm 1842.